# Alexandre Durimel
Alexandre Benjamin Durimel (Parigi, 16 marzo 1990) è un calciatore francese, difensore dello Stade Poitevin.

## Carriera
Ha giocato nella seconda divisione francese e nella massima serie rumena.